# GGチャンネル
GGチャンネルは、日本のYouTuber、TikToker、元お笑いコンビ。お笑いコンビとしては「ゴンゴール」として活動していた。ケイダッシュステージに所属していたが、2022年7月末をもって退所し、現在はフリーで活動中。

## 概要
- 2009年3月1日に中学時代に通っていた塾で知り合った者同士で結成された。当時のコンビ名はヒサトモ。由来は高校の担任の「ヒサトモ」からきている。
- 2014年にヒサトモからゴンゴールへ改名。由来は2人の応援するサッカーチームジュビロ磐田のレジェンド、中山雅史の「ゴンゴール」からである。その他の改名の候補にはいきなりブルックリン等があった。
- 2014年11月29日にYouTubeチャンネルを開設。
- 2021年4月にYouTuber、TikTokerに転向。

## メンバー
ブチギレ氏原（ぶちぎれ うじはら）、1988年4月8日（37歳）
- 静岡県浜松市出身。血液型O型。身長175cm。体重51kg。
- 本名と旧芸名は氏原真一[1]。
- 出身大学は亜細亜大学
- ラッパー、ENSYU、G.G.Ujiharaとしても活動。
- 趣味は曲作り、ラップ。
- 英検準2級を筆頭に第二種電気工事士、危険物取扱者乙種第4類などの資格も持っている[1]。
- TikTokで「ブチギレ氏原」の名義で毎週月曜日と木曜日21時からそれぞれ1時間ずつ行われるYouTube生配信は「ブチギレ生配信」と呼ばれ、全てのコメントに対してブチ切れていくというもの。
- 2023年6月7日にブチギレ生配信の放送300回を達成した。
- 高校時代に「ハイスクールぶらんど」というコンビを組んでM-1甲子園決勝進出[2]、M-1グランプリ2006ではアマチュアながら3回戦に進出した[3]。
- 一時期遅刻を繰り返していたが、予てより氏原を可愛がっていた若林正恭が「真面目なお前が遅刻するような人間には見えないから、一度病院に行ってみな?」と様子がおかしいと気付き、氏原が病院に行った結果、実際に遅刻は病気の影響だと発覚した。
- 現在は元々「怪物くん」というチャンネルで編集を担当していた放送作家「上田」とのYouTubeチャンネル「うじとうえだ」に出演中。

サカモト（さかもと）、1988年8月10日（36歳）
- 静岡県浜松市出身。血液型O型。身長175cm。体重68kg。
- 本名と旧芸名は坂本隆行[1]。
- 出身大学は帝京平成大学
- 趣味はサッカー、ピアノ、将棋。特技は高橋克典のものまね。
- 前述した氏原と作家の上田とのチャンネル「うじとうえだ」に時折出演している。

## GGチャンネル
高校の同級生である「ブチギレ氏原」と「サカモト」のYouTubeチャンネル。
氏原がブレイクしたことで、サカモトが全く動画内に出て来ず裏方状態となっている期間が続いている。チャンネルスタッフとして、氏原の親友である「リョータ」と弟子の「ごっち」、編集担当の「だいちゅん」らがいる。
2023年9月21日のYouTubeの配信にて、YouTube上の投げ銭システム「スーパーチャット」が100万円に迫る金額でデイリーランキング世界1位を記録。
それまでの「コンビニで買い物している時に200円のカップうどんを買ったらおにぎりが買えなくなる」という極貧生活は配信者として売れてからすっかり解消され、サカモトはコンビニで値段を見ずに買い物ができるようになったと喜んでいる。

## 出演

### テレビ
- 理想の息子（日本テレビ）- レギュラー
- 魁!音楽番付（フジテレビ）- 2013年
- ものまねグランプリ（日本テレビ）- 2014年（坂本のみ）
- うまズキッ!（フジテレビ）- 2014年（坂本のみ）
- ノンストップ!（フジテレビ）- 2014年（坂本のみ）
- コサキン・天海の超発掘!ものまねバラエティー マネもの（フジテレビ）- 2014年6月14日（坂本のみ）
- 輝け!ギャラ3000円芸人（BSスカパー!）- 2015年
- オンナの噂研究所（BeeTV）- 2015年（坂本のみ）
- 村上マヨネーズのツッコませて頂きます!（関西テレビ）- 2015年（坂本のみ）
- あけるなキケン（TBS）- 2015年（氏原のみ）
- 人生のパイセンTV（フジテレビ）- 2015年
- 駆け込みドクター!運命を変える健康診断（TBS）- 2015年10月18日（氏原のみ）
- 幸せ追求バラエティ 金曜日の聞きたい女たち（フジテレビ）- 2016年、坂本のみレギュラー出演
- シーホースパワー（NHK総合）- 2016年7月2日（氏原のみ）
- 陸海空 地球征服するなんて（テレビ朝日）- 2017年10月28日（坂本のみ）
- 俺の持論（テレビ朝日）- 2018年1月13日・2月3日（いずれも氏原のみ）
- 爆笑そっくりものまね紅白歌合戦スペシャル（フジテレビ）- 2018年9月21日（坂本のみ）
- スキマTIMES（RKBテレビ）2018年10月9日
- 祝！春日、結婚します！（テレビ東京）- 2019年2月2日
- ニンゲン観察バラエティ モニタリング（TBS）- 2019年7月4日（氏原のみ）
- ゴッドタン（テレビ東京）- 2019年12月27日、2020年1月4日・3月21日（いずれも氏原のみ）
- 水曜日のダウンタウン（TBS）- 2020年8月19日（氏原のみ）
- 探シタラTV（テレビ朝日）- 2020年9月10日・9月17日（坂本のみ）
- シタランドTV（テレビ朝日）- 2020年10月6日・10月13日・10月20日（坂本のみ）
- でんじろうのTHE実験（フジテレビ）- 2020年11月13日、オードリー春日俊彰の人間ゼリー実験の間のネタ見せ企画に出演[7]
- 悪女（わる）働くのがカッコ悪いなんて誰が言った? 第5話・第6話（2022年5月11日・18日、日本テレビ）- 千野光司 役（坂本のみ）
- もにゅそで＆TAKのお～ん!お～ん!お～ん!（テレビ静岡）- 2023年4月1日 (氏原のみ)
- EXTREMEJUMBLE!（TOKYO MX）- 2023年5月5日～2023年9月29日　MC（氏原のみ）※地上波テレビ初MC番組
- ぺこぱのバズりないと～No.1と騒ぐ夜 (チバテレビ・ミクチャTV) - 2024年1月14日 (氏原のみ)
- ブチギレ氏原MK5 (チバテレビ・ミクチャTV) - 2024年6月2日・9日 MC (氏原のみ) ※地上波テレビ初冠番組

### ラジオ
- ブチギレ氏原のオールナイトニッポン0(ZERO)（ニッポン放送） - 2022年5月14日　パーソナリティを担当[8]。

- トム・ブラウンのオールナイトニッポン0(ZERO)（ニッポン放送） -　2025年7月5日　ゲスト出演(氏原のみ)

### 配信ドラマ
- TikTokショートドラマ「NUTS FILM」（2023年、TikTok）※3篇に出演

アイツ逃走 篇 (氏原、サカモト)
なんだよ!篇 (氏原のみ)
バーのマナー篇 (氏原、サカモト)

### ウェブ番組
- マッドマックスTV 論破王（テレビ朝日・ABEMATV、#39[2022年4月12日]・#42[2022年5月3日]・#47[2022年6月7日]）- ｢ディベート-1 GP｣出演(氏原のみ)
- 代官山メロンプラス（2025年5月 、YouTube「代官山メロン」ヘブンTV） - #77・#78 ゲスト出演(氏原のみ)
- 突然ですが占ってもいいですか? ※YouTube版（フジテレビ、2025年5月17日) - ゲスト出演(氏原、サカモト)